# Château de Lédenon
Le château de Lédenon est un château médiéval situé à Lédenon, dans le département du Gard et la région Occitanie.

## Galerie de photos

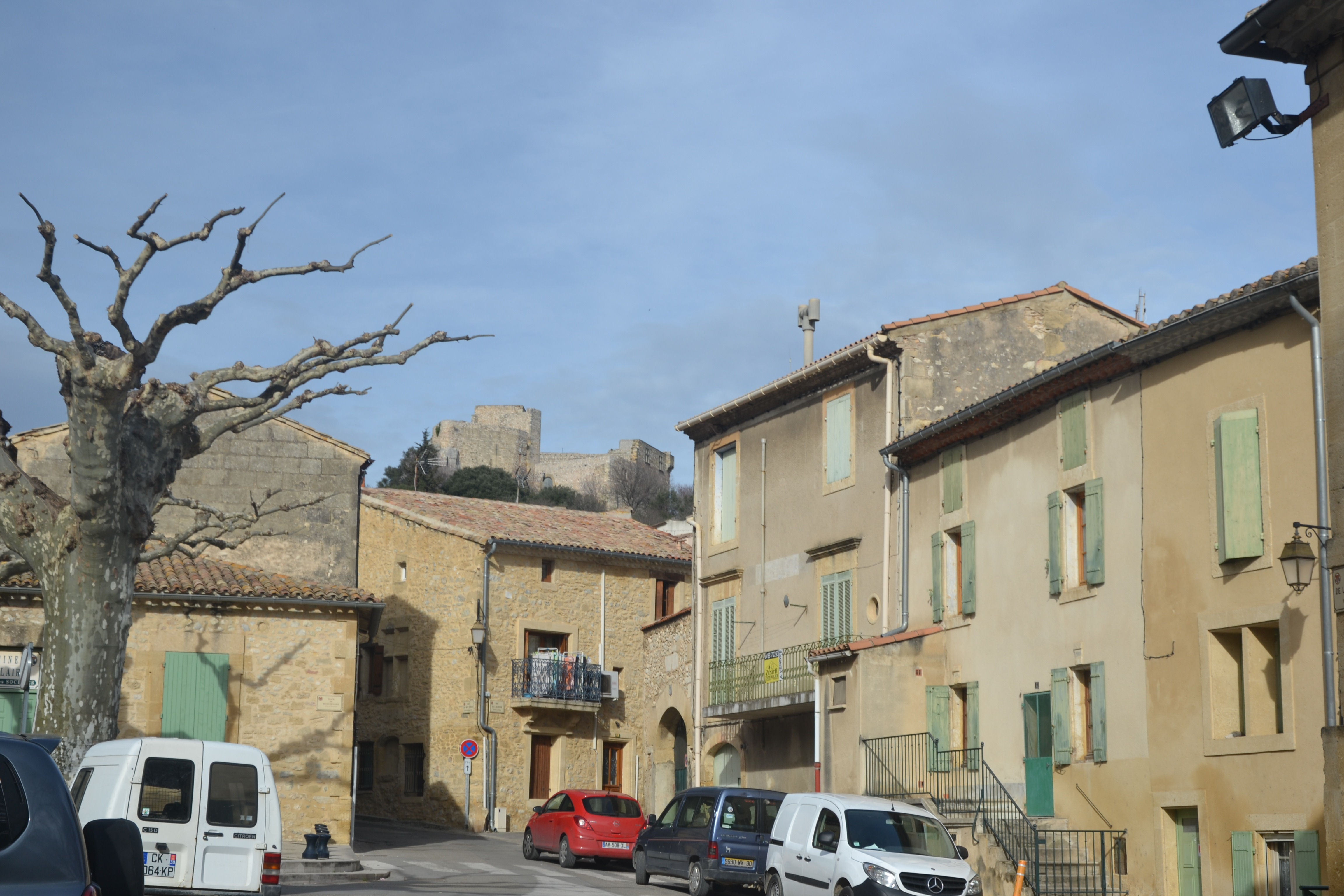
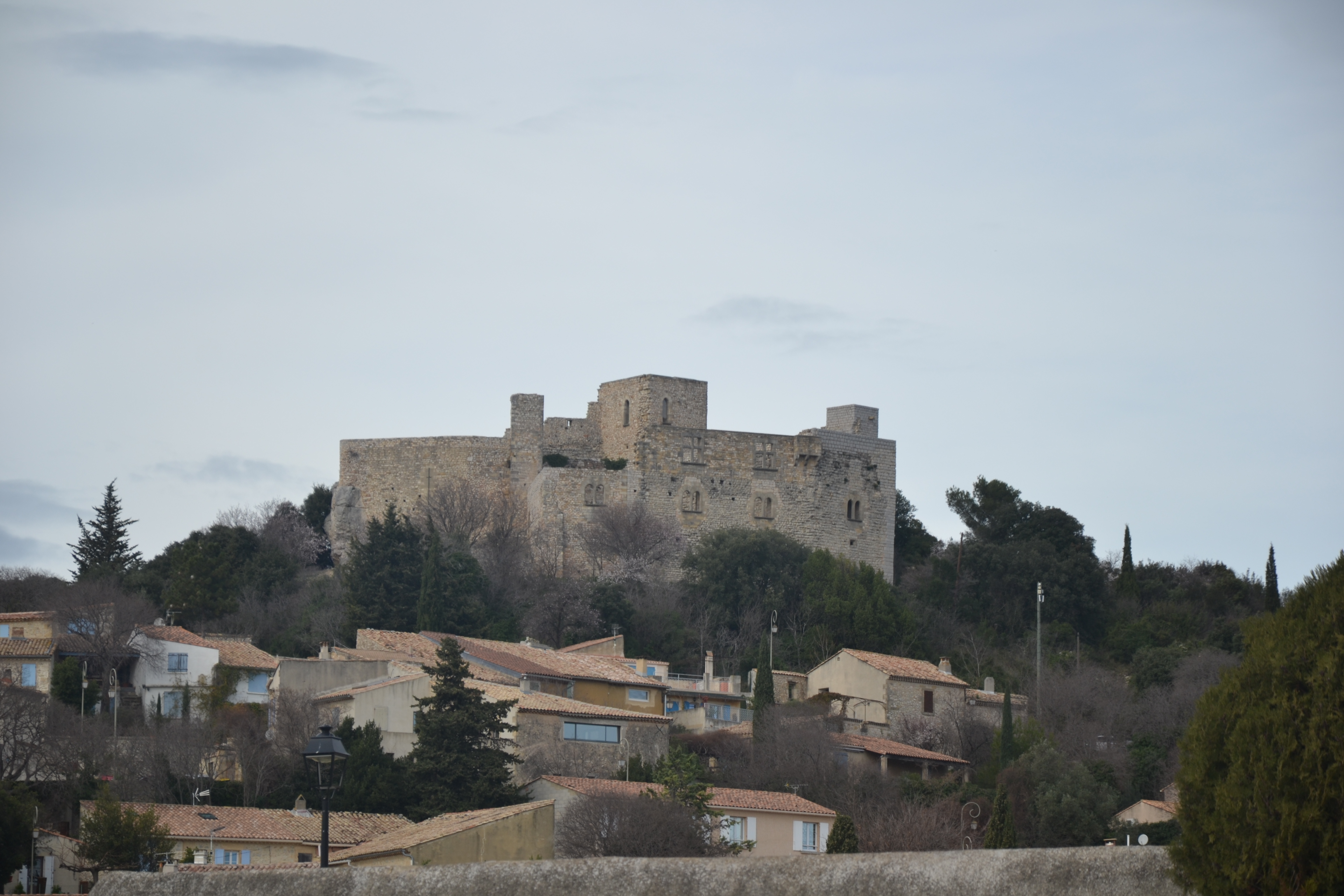
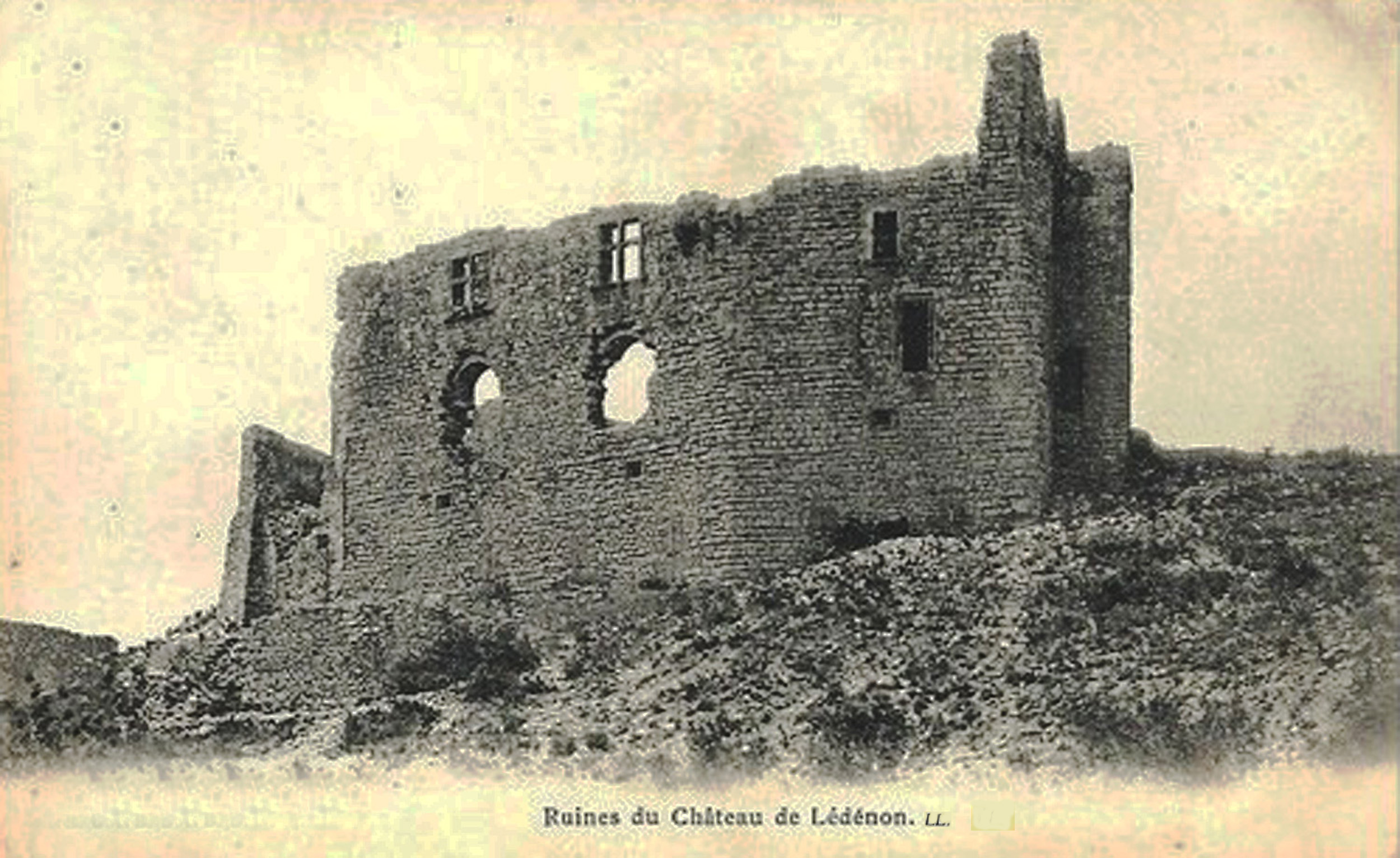
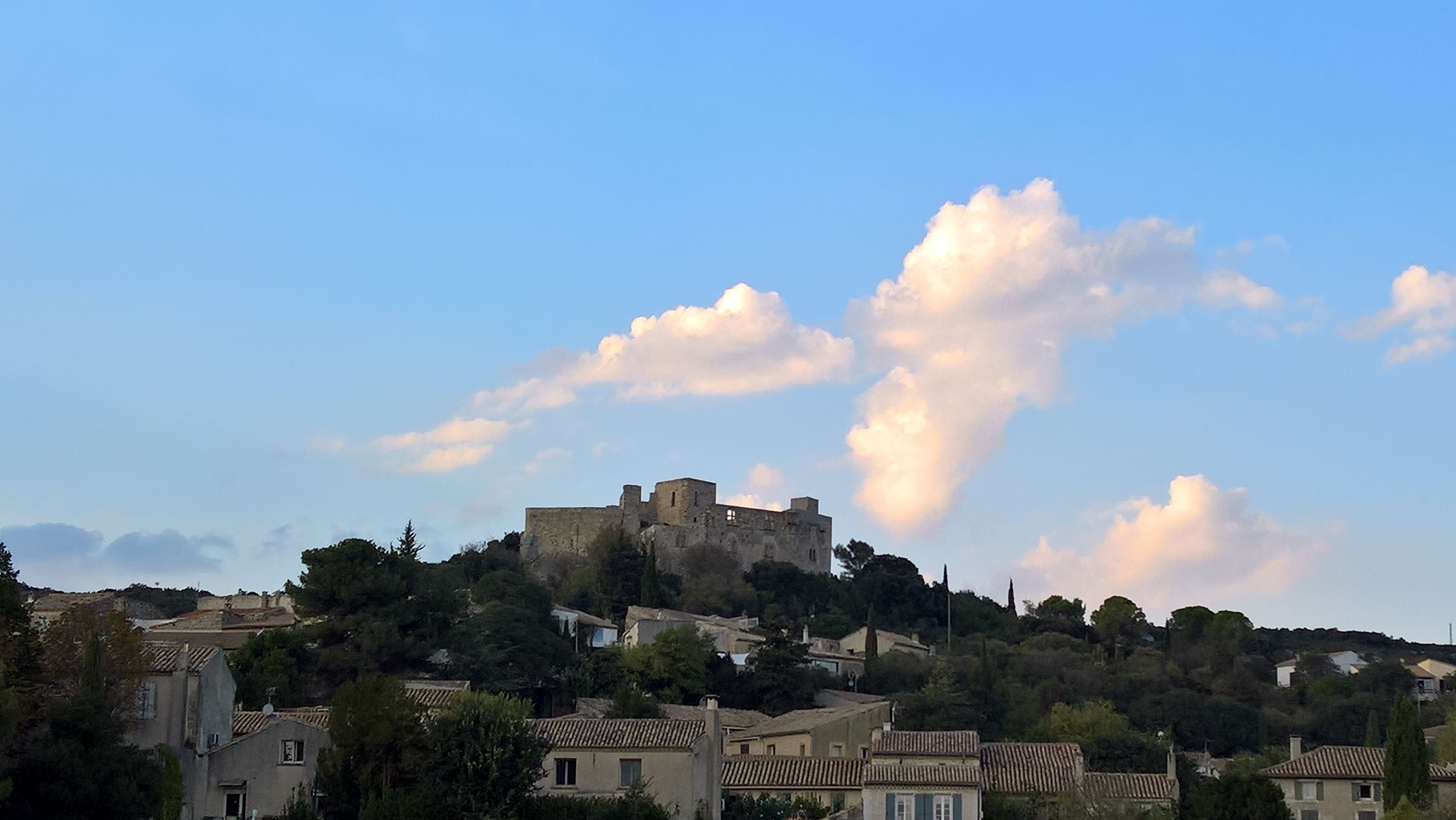

## Historique
Le château de Lédenon est inscrit au titre des monuments historiques par arrêté du 6 décembre 1990.